# Општина Чоканешти (Дамбовица)
Чоканешти (рум. Ciocăneşti) општина је у Румунији у округу Дамбовица.
Oпштина се налази на надморској висини од 109 m.